# Julius Klengel
Julius Klengel   (Leipzig, 24 de setembre de 1859 - Leipzig, 27 d'octubre de 1933) va ser un violoncel·lista alemany, així com compositor i professor d'instrumental.

## Biografia
Provenia d'una família de músics. El besavi ja era cantor i professor d'escola a Stolpen. Set membres de la família Klengel van tocar a l'Orquestra del Gewandhaus de Leipzig fins al 1924. L'avi Moritz Klengel (1793–1870) era violinista i ensenyava al conservatori, el cosí Julius Röntgen era compositor i pianista.

## Formació
Com els seus cinc germans, Julius va rebre inicialment ensenyament científic i musical del seu pare, Wilhelm Julius Klengel (1818–1879). Va començar a tocar el violoncel als set anys i aviat va rebre lliçons regulars de l'alumne de Grützmacher, Emil Hegar (1843–1921), germà de Friedrich Hegar. Va continuar estudiant violoncel amb Carl Davidoff i composició amb Salomon Jadassohn. Era considerat un nen prodigi amb talent.

## Obra
Als quinze anys ja tocava a l'Orquestra Gewandhaus i aviat va ser un solista molt sol·licitat. Els concerts el van portar per tot Alemanya i, a partir de 1878, també per altres països europeus. Des de 1881 va ser violoncel·lista principal de la Gewandhausorchester Leipzig i alhora professor al Conservatori de Leipzig. Va tocar amb els directors d'orquestra Carl Reinecke, Arthur Nikisch i Wilhelm Furtwängler. A més del seu talent com a violoncel·lista, Klengel també tenia un do especial per a l'ensenyament. Des de 1911 també va ser un dels professors del recentment fundat Conservatori de Música de Turingia a Erfurt. Ha format gairebé 1.000 estudiants. Els seus alumnes més famosos inclouen Benar Heifetz, Julius Herner, Gregor Piatigorsky, Guilhermina Suggia, Joachim Stutschewsky, Rudolf Metzmacher, Georg Wille, Emanuel Feuermann i William Pleeth.
La seva filla, Eva Klengel, va dirigir una escola per a joves violoncel·listes a Leipzig entre 1935 i 1955.
Klengel també es va fer un nom com a compositor. La seva obra més coneguda és lHimne per a 12 violoncels. Va escriure, entre altres coses, una Serenata en fa major op.24 per a cordes i un doble concert op.61 per a violí, violoncel i orquestra. La majoria dels aspirants a violoncel·listes (professionals) toquen un concert de Klengel durant la seva formació.

## Honors
El 2021, la tomba de Klengel al cementiri sud de Leipzig va ser àmpliament restaurada sota el lideratge de la Paul Benndorf Society amb l'ajuda del finançament de l'Estat Lliure de Saxònia i donacions de músics de l'Orquestra Gewandhaus.

## Treballs
| - Capriccio, Op. 3 - Cello Concerto Nr.1 in a-Moll, Op. 4 (1882) - Two pieces per a quatre violoncels, Op. 5 - Serenade - Humoresque - Scherzo per a violoncel i piano, Op. 6 - Concertino No.1 in C major, Op. 7 - Concert piece in D minor per a violoncel i piano, Op. 10 - Mazurka No.3 per a violoncel i piano, Op. 14 - Variations per a quatre violoncels, Op. 15 - Suite in D minor per a dos violoncels, Op. 22 - Serenade in F major, Op. 24 - Caprice per a violoncel i piano, Op. 27 - Theme with Variations per a quatre violoncels, Op. 28 - Impromptu per a quatre violoncels, Op. 30 - Concerto No.3 per violoncel, Op. 31 - Four pieces per a quatre violoncels, Op. 33 - Song without words - Gavotte - Wiegenlied - Marsch | - Klaviertrio No.2 (infantil), Op. 35 - Kindertrio No.1 in C major - Kindertrio No.2 in G major - Cellokonzert Nr. 4 h-Moll, Op. 37 (1901) - Piano Trio No.1 (infantil), Op. 39 - Kindertrio No.1 in F major - Kindertrio No.2 in D major - Suite No.2 in A minor per a violoncel i piano, Op. 4 - Concertino No.2 in G major per a violoncel i piano, Op. 41 - Caprice in the Form of a Chaconne after a Theme by Schumann per violoncel, Op. 43 - Double Concerto in E minor per a dos violoncels, Op. 45 (1908) - Concertino No.3 in A minor per a violoncel i piano, Op. 46 - Six Sonatinas per a violoncel i piano, Op. 47 - Six Sonatinas per a violoncel i piano, Op. 48 - Andante Sostenuto per violoncel i orquestra, Op. 51 - Suite per violoncel i orgue, Op. 54 - Suite for Cello in D minor, Op. 56 - Hymnus for 12 Cellos, Op. 57 - Small Suite per a tres violoncels, Op. 59 - Concerto for Violin, Cello and Orchestra, Op. 61 - Three pieces per a dos violoncels i piano (orgue), Op. 62 |

### Funciona sense números d'Opus
- Tägliche Übungen (Band 1 bis 3), Vol. I

## Discografia
Hi ha quatre CD disponibles a Klengel (a partir del 2021):
- Cellokonzerte Nr. 1 & 4 (Jankovic, Richter, Radio-Philharmonie Hannover), cpo, 2001, Nr. 1629820[2]
- Serenade f.Streichorchester op. 24, Südwestdt. Kammerorchester Pforzheim, Label 'ebs' (1995), Nr. 7973167[3]
- Complete Concertinos (Martin Rummel, Mari Kato), Naxos 8.573793[4]
- Cellokonzert Nr. 3 a-moll op. 31, (Raphaela Gromes, RSB Berlin, Nicholas Carter), Sony 8923545[5]